# Hypericum nagasawai
Hypericum nagasawai är en johannesörtsväxtart som beskrevs av Bunzo Hayata. Hypericum nagasawai ingår i släktet johannesörter, och familjen johannesörtsväxter. Inga underarter finns listade i Catalogue of Life.